# Aux-Aussat
Pour les articles homonymes, voir Aux.
Aux-Aussat (Aus e Aussat en gascon) est une commune française située dans le sud du département du Gers, en région Occitanie. Sur le plan historique et culturel, la commune est dans le pays d'Astarac, un territoire du sud gersois très vallonné, au sol argileux, qui longe le plateau de Lannemezan.
Exposée à un climat océanique altéré, elle est drainée par le Bouès et par divers autres petits cours d'eau. La commune possède un patrimoine naturel remarquable composé de trois zones naturelles d'intérêt écologique, faunistique et floristique.
Aux-Aussat est une commune rurale qui compte 272 habitants en 2022, après avoir connu un pic de population de 681 habitants en 1831. Ses habitants sont appelés les Auxois ou  Auxoises.

## Géographie

### Localisation
Aux-Aussat est une commune de Gascogne située dans la vallée du Cabournieu, sous-affluent de l'Adour par le Bouès.

### Communes limitrophes
Les communes limitrophes sont  Laguian-Mazous, Miélan, Monpardiac, Tillac et Troncens.
| Monpardiac | Tillac         |        |
| Troncens   | Aux-Aussat     | Miélan |
|            | Laguian-Mazous |        |

### Géologie et relief
Aux-Aussat se situe en zone de sismicité 2 (sismicité faible).

### Hydrographie
La commune est dans le bassin de l'Adour, au sein du bassin hydrographique Adour-Garonne. Elle est drainée par le Bouès et par divers petits cours d'eau, qui constituent un réseau hydrographique de 13 km de longueur totale,.
Le Bouès, d'une longueur totale de 62,5 km, prend sa source dans la commune de Burg et s'écoule vers le nord. Il traverse la commune et se jette dans l'Arros à Beaumarchés, après avoir traversé 32 communes.

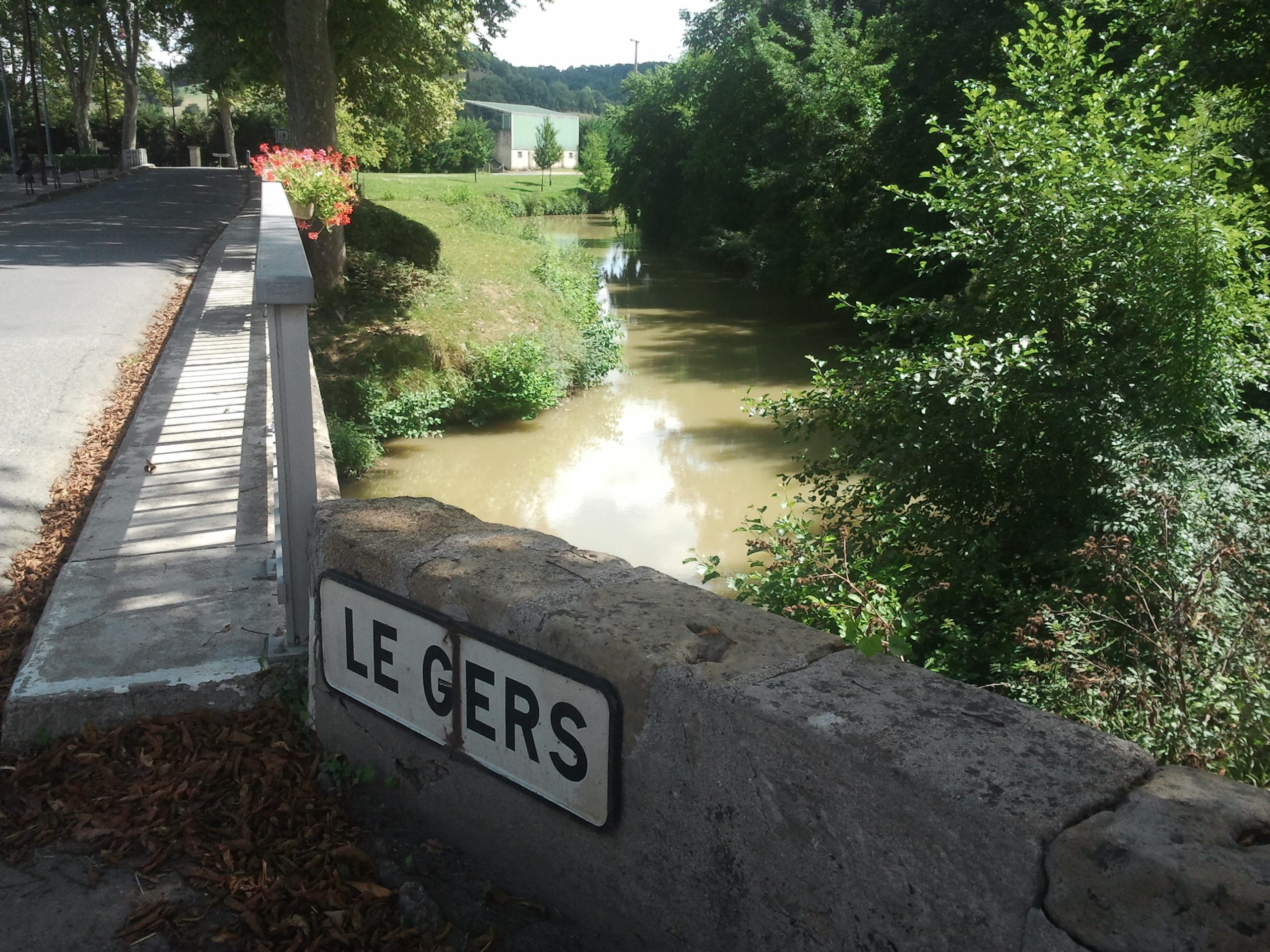
Le Gers à Auterrive.
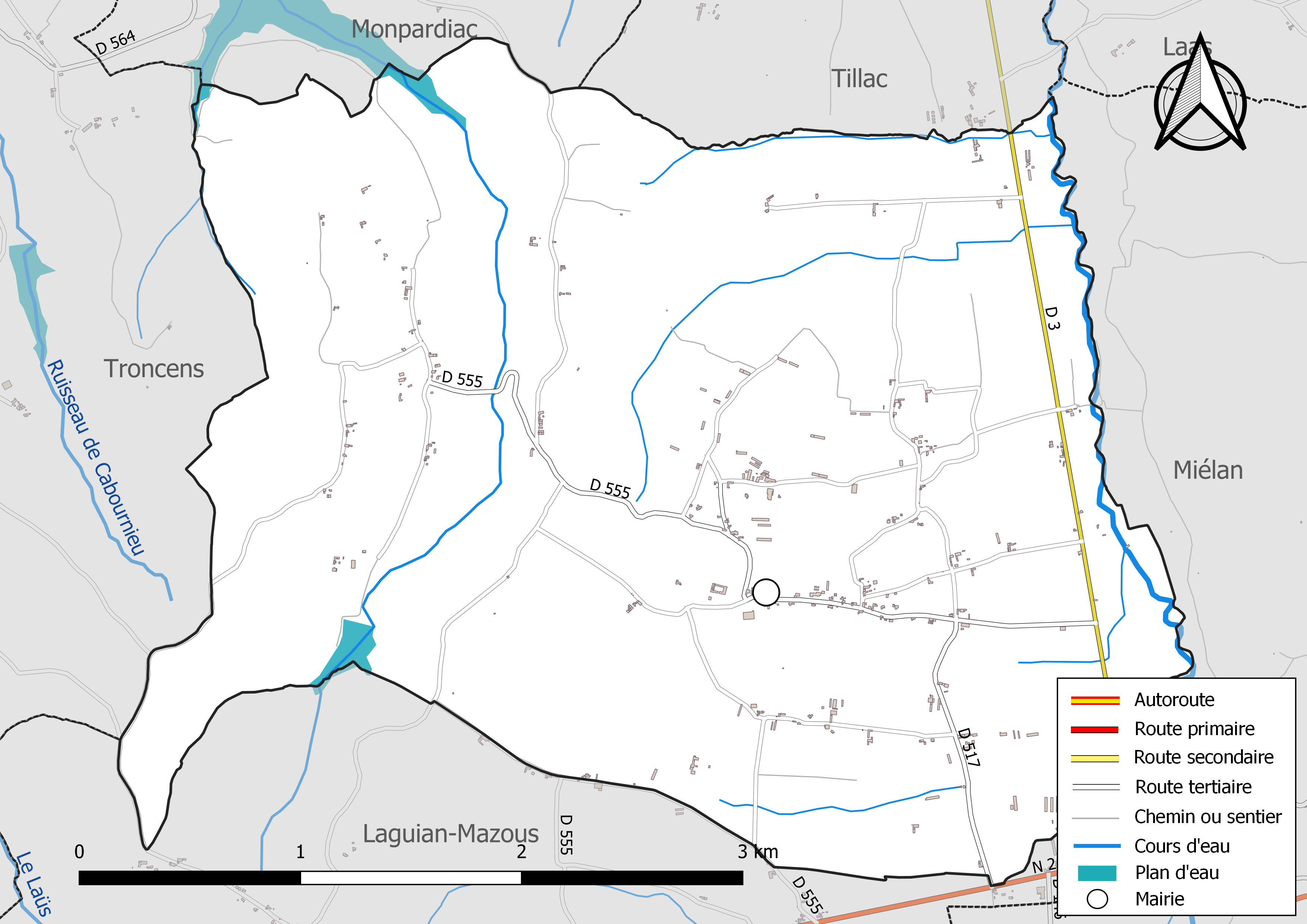
Réseaux hydrographique et routier d'Aux-Aussat.

### Climat
Pour des articles plus généraux, voir Climat de l'Occitanie et Climat du Gers.
En 2010, le climat de la commune est de type climat océanique altéré, selon une étude s'appuyant sur une série de données couvrant la période 1971-2000. En 2020, Météo-France publie une typologie des climats de la France métropolitaine dans laquelle la commune est dans une zone de transition entre le climat océanique altéré et le climat de montagne ou de marges de montagne et est dans la région climatique Aquitaine, Gascogne, caractérisée par une pluviométrie abondante au printemps, modérée en automne, un faible ensoleillement au printemps, un été chaud (19,5 °C), des vents faibles, des brouillards fréquents en automne et en hiver et des orages fréquents en été (15 à 20 jours).
Pour la période 1971-2000, la température annuelle moyenne est de 13 °C, avec une amplitude thermique annuelle de 14,9 °C. Le cumul annuel moyen de précipitations est de 903 mm, avec 10,1 jours de précipitations en janvier et 6,7 jours en juillet. Pour la période 1991-2020, la température moyenne annuelle observée sur la station météorologique la plus proche, située sur la commune de Sadeillan à 8 km à vol d'oiseau, est de 13,6 °C et le cumul annuel moyen de précipitations est de 900,9 mm,. Pour l'avenir, les paramètres climatiques de la commune estimés pour 2050 selon différents scénarios d'émission de gaz à effet de serre sont consultables sur un site dédié publié par Météo-France en novembre 2022.

### Milieux naturels et biodiversité
L’inventaire des zones naturelles d'intérêt écologique, faunistique et floristique (ZNIEFF) a pour objectif de réaliser une couverture des zones les plus intéressantes sur le plan écologique, essentiellement dans la perspective d’améliorer la connaissance du patrimoine naturel national et de fournir aux différents décideurs un outil d’aide à la prise en compte de l’environnement dans l’aménagement du territoire.
Une ZNIEFF de type 1 est recensée sur la commune :
la « forêt de Betplan et bois de Massecap » (483 ha), couvrant 5 communes du département et deux ZNIEFF de type 2, : 
- le « coteau en rive droite du Bouès » (625 ha), couvrant 4 communes du département[14] ;
- les « coteaux de Capvern à Betplan » (10 246 ha), couvrant 46 communes dont huit dans le Gers et 38 dans les Hautes-Pyrénées[15].

Carte des ZNIEFF de type 1 et 2 à Aux-Aussat.
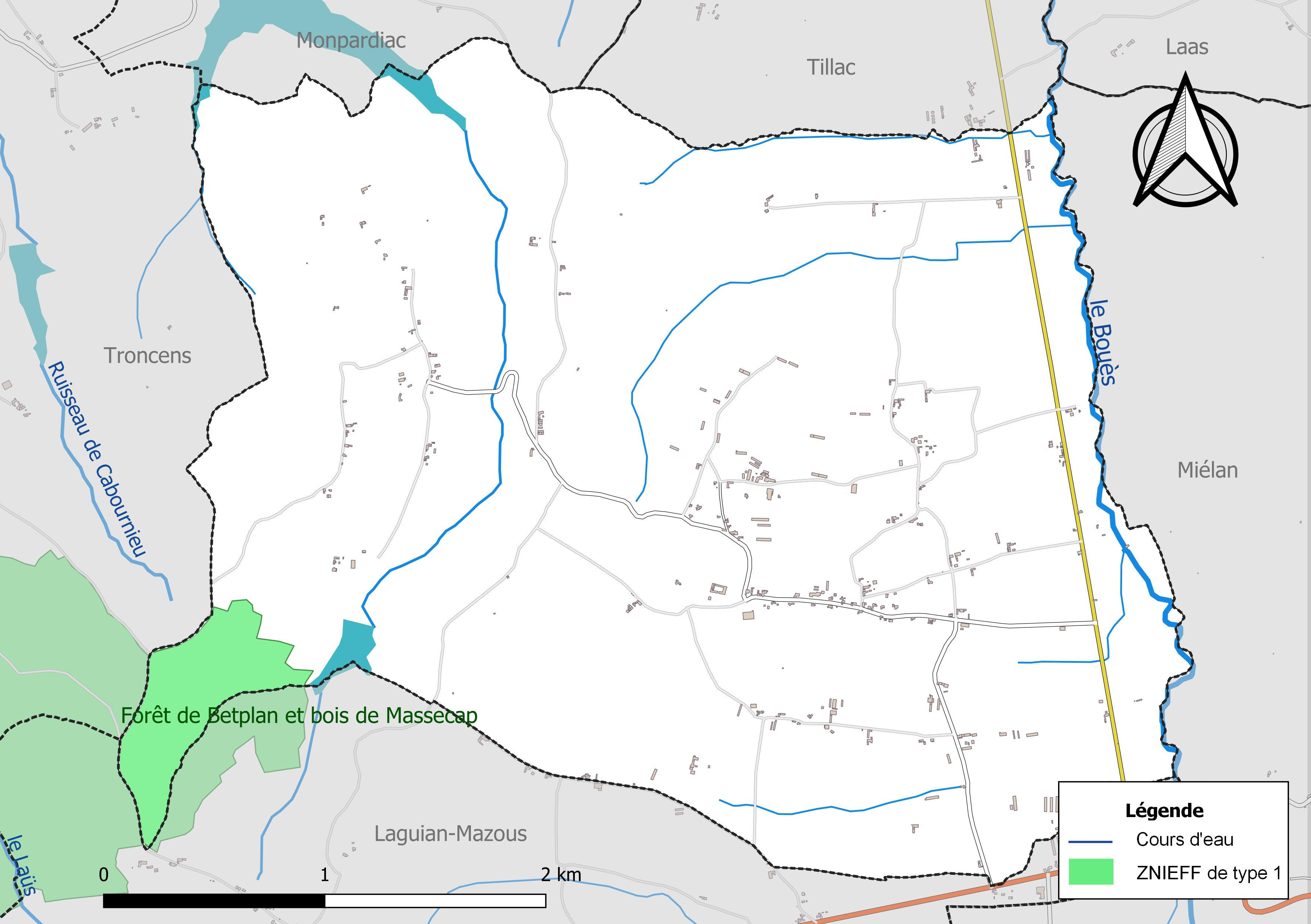
Carte de la ZNIEFF de type 1 sur la commune.
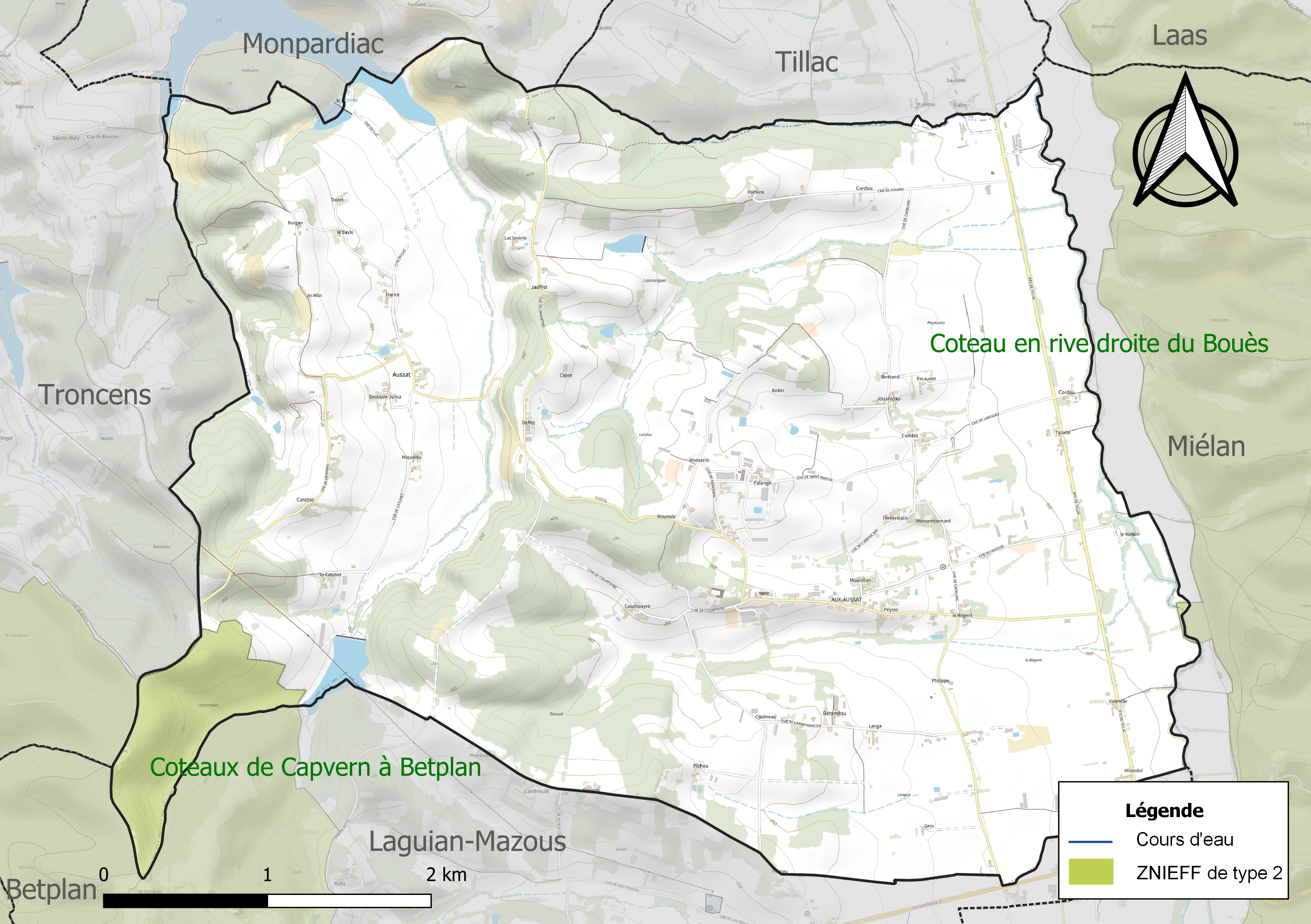
Carte des ZNIEFF de type 2 sur la commune.

## Urbanisme

### Typologie
Au 1er janvier 2024, Aux-Aussat est catégorisée commune rurale à habitat dispersé, selon la nouvelle grille communale de densité à sept niveaux définie par l'Insee en 2022.
Elle est située hors unité urbaine et hors attraction des villes,.

### Occupation des sols
L'occupation des sols de la commune, telle qu'elle ressort de la base de données européenne d’occupation biophysique des sols Corine Land Cover (CLC), est marquée par l'importance des territoires agricoles (80,2 % en 2018), une proportion sensiblement équivalente à celle de 1990 (80,3 %). La répartition détaillée en 2018 est la suivante : 
zones agricoles hétérogènes (45,5 %), terres arables (30,6 %), forêts (19,5 %), prairies (4 %), eaux continentales (0,3 %). L'évolution de l’occupation des sols de la commune et de ses infrastructures peut être observée sur les différentes représentations cartographiques du territoire : la carte de Cassini (XVIIIe siècle), la carte d'état-major (1820-1866) et les cartes ou photos aériennes de l'IGN pour la période actuelle (1950 à aujourd'hui).

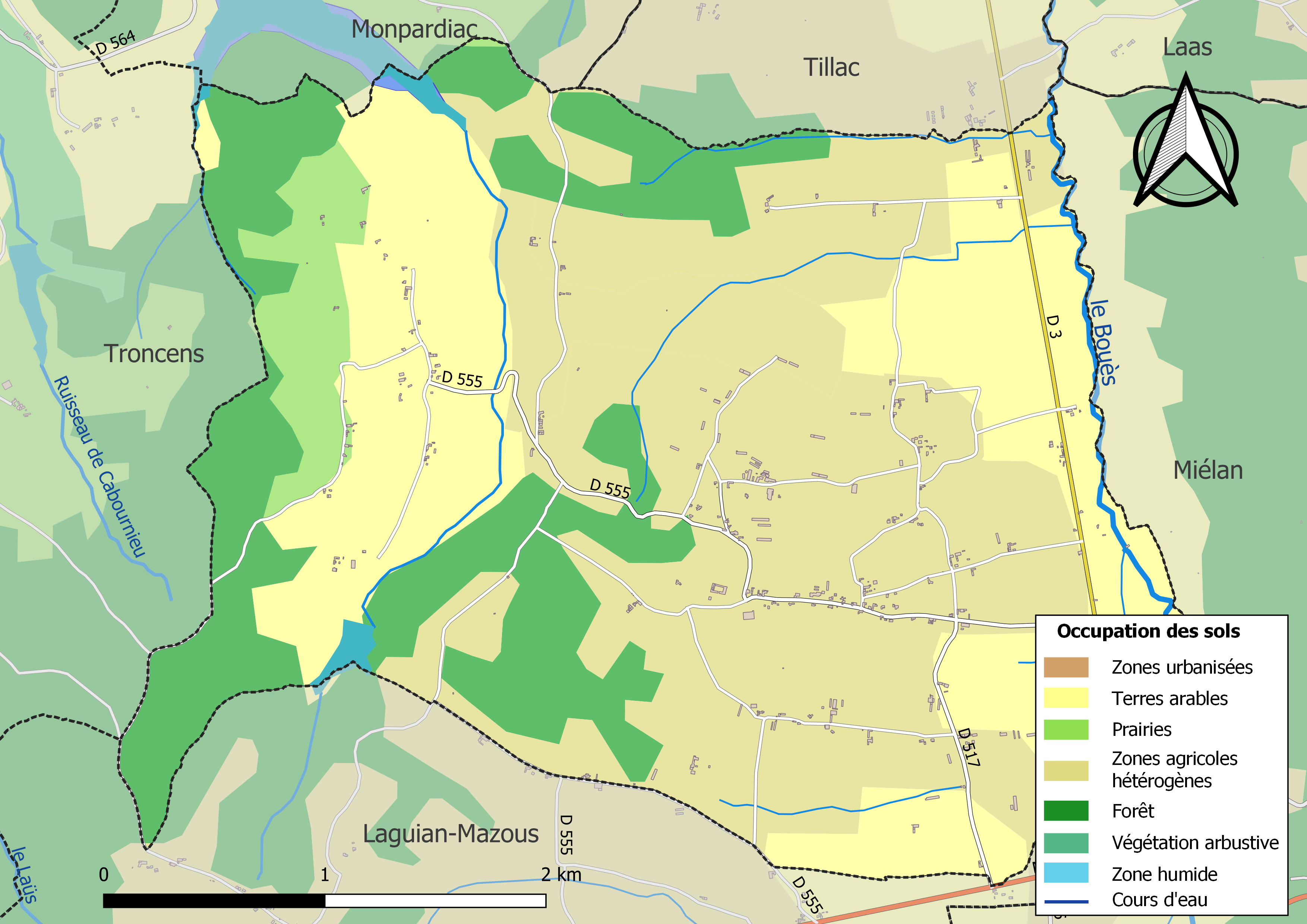
Carte des infrastructures et de l'occupation des sols de la commune en 2018 (CLC).

### Risques majeurs
Le territoire de la commune d'Aux-Aussat est vulnérable à différents aléas naturels : météorologiques (tempête, orage, neige, grand froid, canicule ou sécheresse) et séisme (sismicité faible). Un site publié par le BRGM permet d'évaluer simplement et rapidement les risques d'un bien localisé soit par son adresse soit par le numéro de sa parcelle.

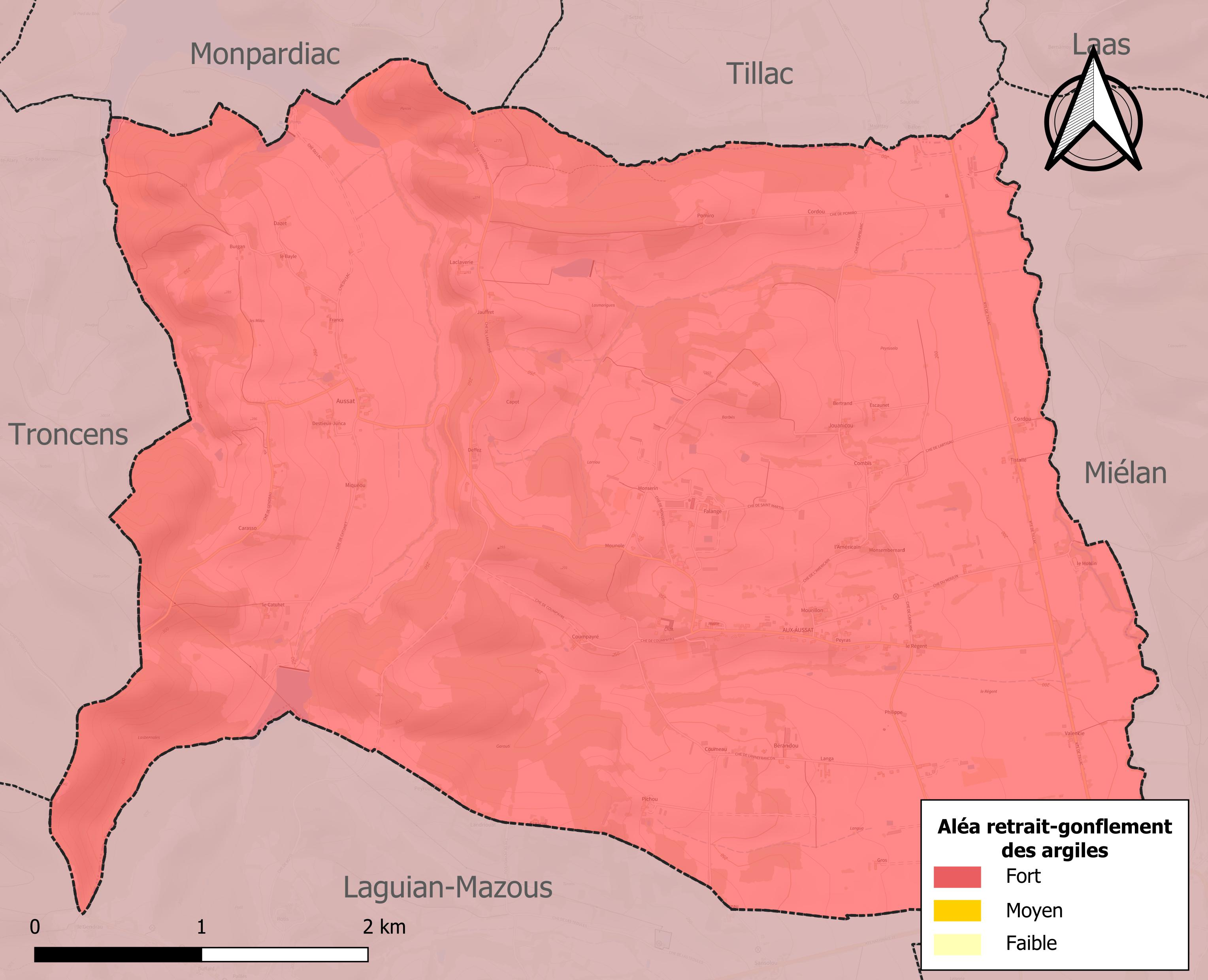
Carte des zones d'aléa retrait-gonflement des sols argileux d'Aux-Aussat.

Le retrait-gonflement des sols argileux est susceptible d'engendrer des dommages importants aux bâtiments en cas d’alternance de périodes de sécheresse et de pluie. La totalité de la commune est en aléa moyen ou fort (94,5 % au niveau départemental et 48,5 % au niveau national). Sur les 135 bâtiments dénombrés sur la commune en 2019, 135 sont en aléa moyen ou fort, soit 100 %, à comparer aux 93 % au niveau départemental et 54 % au niveau national. Une cartographie de l'exposition du territoire national au retrait gonflement des sols argileux est disponible sur le site du BRGM,.
Par ailleurs, afin de mieux appréhender le risque d’affaissement de terrain, l'inventaire national des cavités souterraines permet de localiser celles situées sur la commune.
La commune a été reconnue en état de catastrophe naturelle au titre des dommages causés par les inondations et coulées de boue survenues en 1999 et 2009. Concernant les mouvements de terrains, la commune a été reconnue en état de catastrophe naturelle au titre des dommages causés par la sécheresse en 1989, 2012 et 2016 et par des mouvements de terrain en 1999.

## Politique et administration

### Liste des maires
| Période                                  | Période  | Identité       | Étiquette | Qualité |
| ---------------------------------------- | -------- | -------------- | --------- | ------- |
| 2001                                     | 2020     | Claude Senac   | DVD       |         |
| 2020                                     | En cours | Michel Esterez |           |         |
| Les données manquantes sont à compléter. |          |                |           |         |

## Population et société

### Démographie
L'évolution du nombre d'habitants est connue à travers les recensements de la population effectués dans la commune depuis 1793. Pour les communes de moins de 10 000 habitants, une enquête de recensement portant sur toute la population est réalisée tous les cinq ans, les populations de référence des années intermédiaires étant quant à elles estimées par interpolation ou extrapolation. Pour la commune, le premier recensement exhaustif entrant dans le cadre du nouveau dispositif a été réalisé en 2008.

En 2022, la commune comptait 272 habitants, en évolution de +0,37 % par rapport à 2016 (Gers : +1,04 %, France hors Mayotte : +2,11 %).
| 1793 | 1800 | 1806 | 1821 | 1831 | 1841 | 1846 | 1851 | 1856 |
| ---- | ---- | ---- | ---- | ---- | ---- | ---- | ---- | ---- |
| 356  | 294  | 324  | 475  | 681  | 623  | 676  | 661  | 638  |

| 1861 | 1866 | 1872 | 1876 | 1881 | 1886 | 1891 | 1896 | 1901 |
| ---- | ---- | ---- | ---- | ---- | ---- | ---- | ---- | ---- |
| 580  | 587  | 585  | 571  | 561  | 526  | 507  | 471  | 410  |

| 1906 | 1911 | 1921 | 1926 | 1931 | 1936 | 1946 | 1954 | 1962 |
| ---- | ---- | ---- | ---- | ---- | ---- | ---- | ---- | ---- |
| 396  | 381  | 343  | 341  | 312  | 311  | 314  | 289  | 277  |

| 1968 | 1975 | 1982 | 1990 | 1999 | 2006 | 2008 | 2013 | 2018 |
| ---- | ---- | ---- | ---- | ---- | ---- | ---- | ---- | ---- |
| 297  | 245  | 228  | 201  | 201  | 241  | 251  | 267  | 278  |

| 2022 | - | - | - | - | - | - | - | - |
| ---- | - | - | - | - | - | - | - | - |
| 272  | - | - | - | - | - | - | - | - |

### Enseignement
Aux-Aussat dispose d'une école élémentaire publique (14 élèves en 2013).

### Manifestations culturelles et festivités
- Fête communale : 9 juillet[27] ;
- Fête patronale : 25 juillet[27].

## Économie

### Revenus
En 2018  (données Insee publiées en septembre 2021), la commune compte 110 ménages fiscaux, regroupant 265 personnes. La médiane du revenu disponible par unité de consommation est de 21 280 € (20 820 € dans le département).

### Emploi
|                | 2008  | 2013  | 2018  |
| -------------- | ----- | ----- | ----- |
| Commune        | 2,8 % | 9,8 % | 3,9 % |
| Département    | 6,1 % | 7,5 % | 8,2 % |
| France entière | 8,3 % | 10 %  | 10 %  |

En 2018, la population âgée de 15 à 64 ans s'élève à 155 personnes, parmi lesquelles on compte 74,2 % d'actifs (70,3 % ayant un emploi et 3,9 % de chômeurs) et 25,8 % d'inactifs,. Depuis 2008, le taux de chômage communal (au sens du recensement) des 15-64 ans est inférieur à celui de la France et du département.
La commune est hors attraction des villes,. Elle compte 75 emplois en 2018, contre 56 en 2013 et 54 en 2008. Le nombre d'actifs ayant un emploi résidant dans la commune est de 111, soit un indicateur de concentration d'emploi de 67,2 % et un taux d'activité parmi les 15 ans ou plus de 50,9 %.
Sur ces 111 actifs de 15 ans ou plus ayant un emploi, 41 travaillent dans la commune, soit 37 % des habitants. Pour se rendre au travail, 90,1 % des habitants utilisent un véhicule personnel ou de fonction à quatre roues, 0,9 % les transports en commun et 9 % n'ont pas besoin de transport (travail au domicile).

### Activités hors agriculture
30 établissements sont implantés  à Aux-Aussat au 31 décembre 2019. Le tableau ci-dessous en détaille le nombre par secteur d'activité et compare les ratios avec ceux du département,.
Le secteur de l'industrie manufacturière, des industries extractives et autres est prépondérant sur la commune puisqu'il représente 40 % du nombre total d'établissements de la commune (12 sur les 30 entreprises implantées  à Aux-Aussat), contre 12,3 % au niveau départemental.

### Agriculture
La commune est dans l'Astarac, une petite région agricole englobant tout le Sud du départementle centre-nord du département du Gers, un quart de sa superficie, et correspond au pied de lʼéventail gascon. En 2020, l'orientation technico-économique de l'agriculture  sur la commune est l'élevage de volailles.
|               | 1988 | 2000 | 2010 | 2020 |
| ------------- | ---- | ---- | ---- | ---- |
| Exploitations | 32   | 26   | 25   | 15   |
| SAU (ha)      | 905  | 740  | 693  | 822  |

Le nombre d'exploitations agricoles en activité et ayant leur siège dans la commune est passé de 32 lors du recensement agricole de 1988  à 26 en 2000 puis à 25 en 2010 et enfin à 15 en 2020, soit une baisse de 53 % en 32 ans. Le même mouvement est observé à l'échelle du département qui a perdu pendant cette période 51 % de ses exploitations,. La surface agricole utilisée sur la commune a également diminué, passant de 905 ha en 1988 à 822 ha en 2020. Parallèlement la surface agricole utilisée moyenne par exploitation a augmenté, passant de 28 à 55 ha.

## Culture locale et patrimoine

### Lieux et monuments
- L'église Saint-Pierre d'Aussat, de style préroman, serait la plus ancienne du canton de Miélan.
- Les origines de l'église Saint-Jacques d'Aux sont à chercher au XIIIe siècle.
- Un espace de pique-nique a été aménagé au bord de la retenue d'eau de Carbournieu.

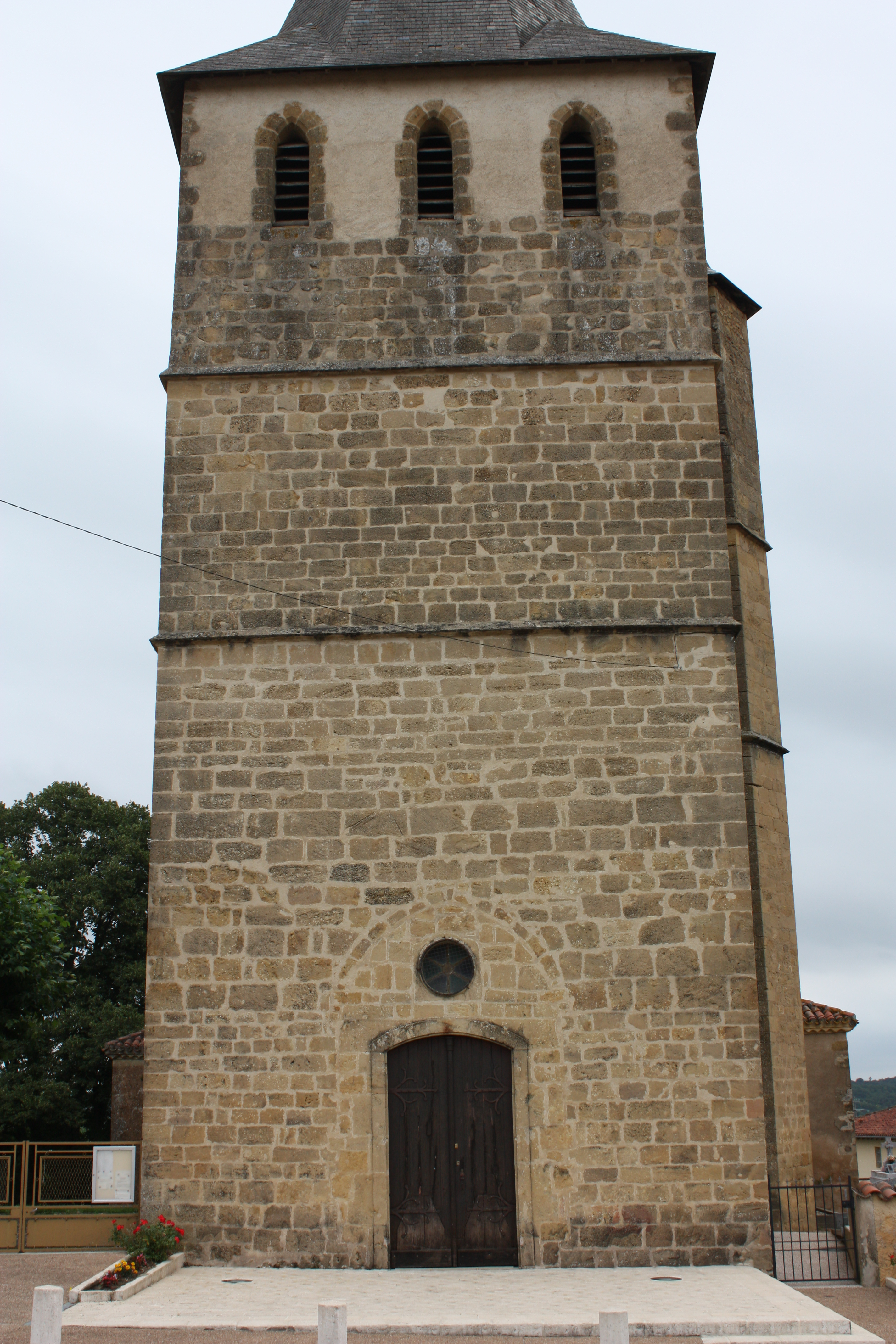
Église Saint-Jacques d'Aux
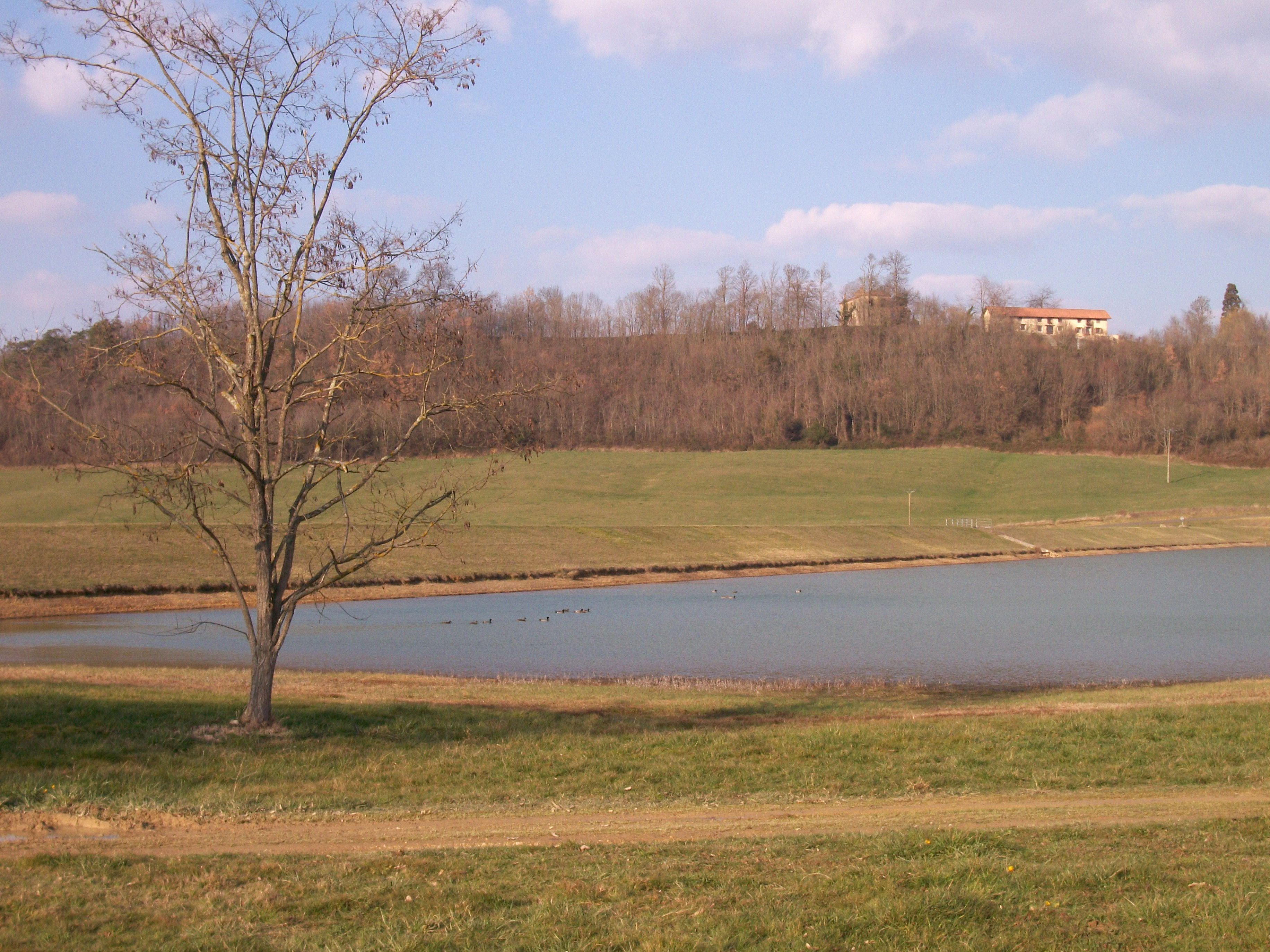
Retenue de Carbournieu.

### Personnalités liées à la commune
- Paul Destieux-Junca (1855-1932) : homme politique né à Aux-Aussat.
- Guy Sénac de Monsembernard (1925-2009) : administrateur civil et historien, ancien maire d'Aux-Aussat.

### Héraldique
| Blason | Blasonnement : D'or à un pin fruité et arraché de sinople, accosté de deux ours levés et affrontés de sable, au chef d'azur chargé de trois étoiles d'or. |